# Distretto di Černomorskoe
Il distretto di Černomorskoe (in russo Черноморский район?, Černomorskij rajon; in ucraino Чорноморський район?; in tataro: Aqmeçit rayonı) è un rajon appartenente de jure alla Repubblica Autonoma di Crimea e de facto alla Repubblica di Crimea, nel circondario federale meridionale, con 32.154 abitanti al 2013.
Il capoluogo è l'omonima città di Černomorskoe, il cui significato etimologico è letteralmente quello di "città sul Mar Nero".

## Geografia antropica
Il distretto è suddiviso in un insediamenti urbano e 10 insediamenti rurali con 31 villaggi.

### Insediamenti di tipo urbano
- Černomorskoe

## Popolazione
Composizione etnica, più che linguistica, della popolazione del distretto, secondo i dati demografici raccolti al censimento del 2001:
| Nazionalità       | Numero locutori | Dati percentuali |
| Russi             | 18 002          | 52,8             |
| Ucraini           | 9 993           | 29,3             |
| Tartari di Crimea | 4 321           | 12,7             |
| Bielorussi        | 512             | 1,5              |
| Tatari            | 499             | 1,5              |
| Armeni            | 140             | 0,4              |
| Tedeschi          | 63              | 0,2              |
| Usbechi           | 63              | 0,2              |